# Норвезько-шведський кордон
Норвезько-шведський кордон — державний кордон між Норвегією та Швецією, що простягається з півночі на південь від потрійного стику з Фінляндією до протоки Скагеррак. Його протяжність становить 1619 км, що є найбільшою в Європі.